# Diploma Leopoldinum

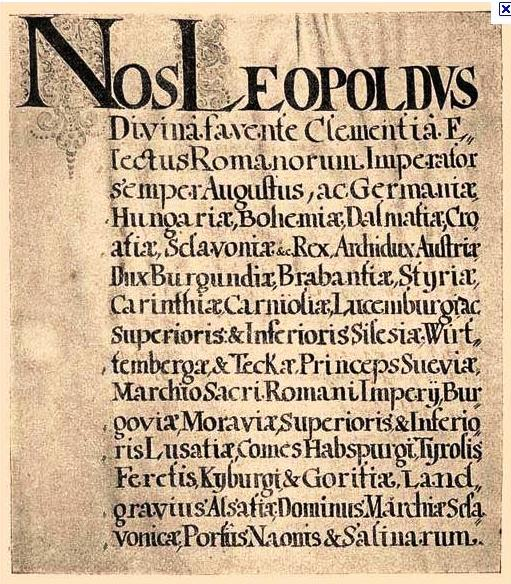
A diploma első oldala

Diploma Leopoldinum név alatt ismeretes a közjogban az a hitlevél, melyet I. Lipót német-római császár és magyar király 1690. október 16-án írt alá, az erdélyi rendek által Bécsbe küldött Bethlen Miklós szorgalmazására, Strattmann és Kinsky tanácsára. E hitlevél szerint intézték Erdély belügyeit több mint százötven éven át, 1848-ig. A diplomát 1691. december 4-én adták ki.

## Történelmi háttér
1683-ig az Oszmán Birodalom magyarországi hatalma csúcsán állt. I. Apafi Mihályt Kemény János ellenében török athnáme emelte a fejedelmi posztra. 1681-ben bőséges ajándékok fejében a Porta elismerte II. Apafi Mihály fejedelemmé választását. 1682-ben azonban Sejtán Ibrahim pasa szerdár Thököly Imrét kiáltotta ki Magyarország fejedelmének. 1683-ban a törökök Bécset ostromolták, ahol az erdélyi hadak a törökök mellett sorakoztak fel, ennek ellenére félő volt, hogy Bécs bevétele után a törökök Apafi helyett Thökölyt teszik meg Erdély fejedelmének. Bécs sikertelen ostromát követően azonban a török hadiszerencse gyorsan és végleg megfordult, a császári csapatok ellentámadásba mentek át és 1684-ben már Budát ostromolták. Ebben a helyzetben Apafi megkezdte a diplomáciai tapogatózást Bécs felé, ahonnan 1685-ben egy jezsuita követet küldtek az udvarába.
A követ titkos szerződést kötött Teleki Mihállyal, amely szerint Teleki egyengeti a megegyezést Erdély és Bécs között. A Teleki sürgetésére és Buda 1686-os ostroma előkészületeinek hatására végül létrejött a megállapodás, ez a Haller-féle diploma (1686. június 28.), mely szerint a német császár és magyar király Erdély felett is főhatalmat gyakorol, Erdély lemond az önálló külpolitikáról, amelynek fejében Erdély védelmére a német hadsereg 1/6-a Erdélyben állomásozik, a privilégiumok és a vallásszabadság pedig háborítatlan maradnak. Erdély a török adók helyett a birodalomnak „katonatartást” fizet. A formális függőség fejében Lipót megerősítette ifjabb Apafi örökösödési jogát. Megmaradt viszont az államisága és visszakapott néhány területet, amelyet a vasvári békében vesztett el Erdély. Apafi ezt a szerződést nyilván kettős okból írta alá: egyrészt már befejeződött Buda körbezárása, a török segítség ettől kezdve nem volt számbavehető, másrészt a törökök még mindig Thökölyt támogatták vele szemben is.
1687-ben a török ellentámadást megállító (1687. augusztus 12.) császári sereg a Haller-féle diploma értelmében szeptemberben Erdélybe vonult téli szállásra, ami gyakorlatilag Erdély megszállását jelentette. Somlyó, Kolozsvár és Szamosújvár elfoglalása után Szebennél megálltak tárgyalni. Szeptember 17-én beiktatták a fejedelmi méltóságba II. Apafi Mihályt. Lotharingiai Károly inkább törődött katonái élelmezésével, mint a Habsburg érdekekkel, ezért megkötötte idősebb Apafival a balázsfalvi paktumot (1687. október 27.), amelyben a fejedelemség felesküszik a császárra és német helyőrségeket fogad be. Apafi önállóságának meghagyása fejében kötelezte magát a hadsereg ellátására. A pozsonyi országgyűlés ezzel egy időben (1687. október 31-én) kimondta a Habsburgok örökös jogát Szent István koronájára, amit Lipót Erdéllyel együtt értelmezett.
A balázsfalvi paktumot Bécs természetesen nem fogadta el és 1688-ban Caraffát küldték Erdélybe főparancsnoki kinevezéssel. Már májusra elérte, hogy Erdély a fogarasi deklarációban visszatérjen Magyarországhoz és felmondják a török védnökséget, Lipót oltalma alá helyezve Erdélyt. Erdély adót fizet Lipótnak és a császári hadsereg bevonulhat. Lipót mindezek fejében csak a vallásszabadság fenntartását ígérte.
Erdély ettől fogva de facto tartomány. Ehhez képest a Diploma Leopoldinum Erdély önállóságának tekintetében előrelépés volt. 1690-ben Apafi Mihály meghalt, II. Szulejmán azonban nem erősítette meg ifjabb Apafi 1681-es fermánját, hanem Thökölynek küldött athnamét. Az erdélyi rendek válaszul Lipóttól kérték Apafi megerősítését. A megerősítő okirat tartalmán sokáig gondolkodtak Bécsben, a Caraffa-féle tervezet szerint Erdély a megerősítés fejében egyszerű Habsburg tartománnyá vált volna. A Diploma Leopoldinum enyhébb hangvétele annak köszönhető, hogy Donat Heissler altábornagy 1689-ben a zernyesti csatában vereséget szenvedett Thökölytől, akit az erdélyiek fejedelemmé választottak. A Nándorfehérvár felmentésére küldött császári hadsereget kellett visszafordítani Thököly ellen, emiatt 1690 október elején Nándorfehérvárt a törökök rövid ostrommal visszaszerezték. Ebben a krízishelyzetben írta alá Lipót az oklevelet, amely Erdély belső önállóságát meghagyta. Apafi nagykorúságáig guberniumot (kormányzóság) állított fel, amelyben az erdélyi rendek választják a kormányzót, Lipót csak megerősíti a választást.

## Tartalma
A hitlevél Erdélynek következő szabadságokat biztosított (a következő részlet idézet a diplomából):
1. A bevett négy vallás (katolikus, ágostai hitvallású (=evangélikus), helvét hitvallású (=református) és unitárius) eddigi, 1568-ban szerzett jogait megtartja; a katolikusok ott, ahol nagyobb számmal laknak, templomokat építhetnek. A világi s egyházi rendnek ez ellen való ellenmondása érvénytelen.
2. A régi királyoknak és fejedelmeknek adományai és kiváltságai mostani birtokosaiknak biztosíttatnak.
3. Az Approbaták és Compiláták, Werbőczy Hármaskönyv (a jus resistendi kihagyásával), valamint a szászok municipális jogai érvényben maradnak.
4. A közigazgatás, a törvényhozás és jogszolgáltatás megtartja eddigi alakját.
5. Minden hivatalra csak belföldiek, ú. m. magyarok, székelyek és szászok neveztetnek ki, tekintet nélkül vallásukra; Ő Felsége azonban, a rendek megegyezésével, honfiúsítás végett ajánlatokat tehet.
6. A fegyverrel visszafoglalt jószágokat ingyen kapják vissza régebbi birtokosaik, s a megszakadás címén a kincstárra szálló javak egyedül érdemes belföldieknek fognak adományoztatni.
7. A főkormányzó, az erdélyi hadak fővezére, a főkancellár, az ítélőmesterek és más, azelőtt szokásban volt méltóságbeliek a kijelöltek lajstromából, csupán erdélyiek közül neveztetnek ki, valláskülönbség nélkül. A megyei, illetőleg székbeli, úgyszintén a városi főtisztek választása a régi szabadságban és törvényes szokásban marad meg jövendőre is.
8. A tanácsurak és a kir. tábla tagjai közül legalább (saltem) 3-3, az ítélőmesterek közül pedig legalább 1 katolikus legyen; a szebeni királybíró a főtanács tagja.
9. Országgyülés évenkint tartatik.
10. A kormányzó lakjék az országban, s esküdjék meg a törvények megtartására.
11. Az adóösszeg béke idején 50 000 tallér, háborúban 400 000 forint; felosztásának módját a rendek határozzák el.
12. Új adó nem hozatik be, a vámok és harmincadok nem emeltetnek.
13. A szabad székelyek közterheket nem viselnek, hanem a haza védelmére, saját költségükön katonáskodnak.
14. A kereskedés szabadsága továbbra is fentartatik.
15. A tizedeket ezentúl is a földesurak bérlik a kincstártól.
16. Nagyszámú katonasággal a Felség nem terheli a tartományt; az őrség feje német tábornok lesz, aki azonban csupán hadi ügyekben érintkezik az állam tanácsával; a közigazgatásba nem avatkozik.
17. A szászok és adozó nép ezentúl nem köteles ingyen ellátni az utazókat; postáról az államtanács, fogadókról a földesurak és a városok gondoskodnak.

## Módosítása
A hitlevél 1) és 2) pontjával a katolikusok nem voltak megelégedve. Bánffy György gubernátor és Bethlen Miklós kancellár a szabad vallásgyakorlatra vonatkozó kitételeket nem tudta teljesíteni, bár a dézsma új elosztásáról, egyes templomok és iskolák átadásáról rendelkeztek. A püspökséget is újjáalapították annak ellenére, hogy a korábbi püspöki vagyont már régen szekularizálták. Azonban egyes templomok és iskolák, valamint más vagyoni jellegű kérdések megoldatlanok maradtak. A Diploma Leopoldinum szerint ha a gubernium a számára előírt megoldandó feladatokat nem képes elvégezni, a bécsi udvar dönt helyettük. Ezért 1693. április 9-én pótlékdiplomát adtak ki, mely szerint (ugyancsak idézve): 
1. Mind a 4 bevett vallás szabadon gyakoroltatik; az egyházak vagyona épségben marad.
2. A katolikusok számára adassék át a kolozsvári ref. templom és az unitáriusok kollégiuma, valamint a gyulafehérvári Báthory Kristóf-féle puszta templom, Kolozsmonostor pedig számukra 15 000 frt-ért visszaváltatik.
3. Gondoskodik a Felség arról, hogy a kat. ifjakat megbízható egyházi személyek neveljék, úgyszintén arról is, hogy a katolikusoknak a püspöki kötelességek teljesítésére alkalmas apostoli vikáriusa legyen.
4. A katolikusok, a többi vallás sérelme nélkül, lakásuk helyén bárhol szabadon építhetnek templomokat.

1693. május 14-én még egy okiratot adtak ki, melyet, mivel Alvinczi Péternek, az erdélyi rendek utasításokkal ellátott követének előterjesztéseire szóló válasz volt, Alvincziana resolutiónak szoktak nevezni.
A kormányzat több kérdést megoldott, köztük a szászok igazságos adózásra vonatkozó panaszait, azonban további megoldatlan kérdések maradtak fenn, mint például a jezsuitáké. A katolikusok a szerzetesrendek helyreállítását is követelték, Erdély azonban a jezsuitákat nem volt hajlandó visszaengedni. Végül Bánffy közvetlen császári parancsra engedélyezte visszatérésüket.

## Hatása
A Diploma Leopoldinum ideiglenes, nem egészen hat évre szóló rendelet volt, mivel elvileg II. Apafi Mihály nagykorúságával érvényét vesztette volna. Addig azonban sok minden történt, a legfontosabb az, hogy az angol és holland diplomácia nem tudta elérni az önálló Erdélyt garantáló, a török érdekekkel is megegyező török–német békeszerződést, a karlócai békében (1699) már nincs szó Erdélyről. A pfalzi örökösödési háború elhúzódott, a Német-római Birodalomnak le kellett mondani az egész Balkán meghódítása tervéről. Emellett félő volt, hogy ha Erdély önállósága fennmarad, Thököly Imre ismét visszatérhet Erdélybe. Ezért ifjabb Apafit 1696-ban internálták Bécsbe, és a gubernium rendszere fennmaradt.
A gubernium 1690-től egészen 1848-ig hatályos maradt és ennek alapján intézték Erdély belügyeit. Ami a 17. század végén Erdély számára előnyös volt, a 19. századra már erős hátránnyá vált, akadályozta Erdély és Magyarország egységét. Ezért kellett 1848-ban Erdély és Magyarország unióját külön követelni. A másfél évszázados – illetve az azt megelőzővel együtt 300 éves – különállás végül a trianoni diktátum összeállítása során az elszakítást kívánó erők egyik érve volt.
A katolikus Habsburg uralkodó a Diploma hatáskörén belül maradva, saját súlyának erősítése céljából a katolikusokat akarta helyzetbe hozni. Az ortodox vallású erdélyi románságnak vallási uniót kínált. Lipót a Rómát elismerő román papságnak ugyanazokat a kiváltságokat kínálta, mint amelyekkel a katolikus klérus élhetett.
Az 1701 március 19-i második Diploma már a világi emberek számára is a bevett vallások gyakorlóival megegyező státuszt kínált, így a románok – ha elismerik Róma főségét – kikerülhettek volna a „megtűrt” státuszból. Az erdélyi rendek hevesen ellenezték ezt a törekvést.
A későbbiekben az erdélyi román nemzeti mozgalmak e két Diplomára, főleg a másodikra hivatkoznak.